# Dvorac Janković u Daruvaru
Dvorac Janković je barokni dvorac u središtu Daruvara.

## Povijest
Građen je od 1771. do 1777. godine za grofa Antuna Jankovića, prema projektu zasad nepoznatog arhitekta.
Obitelj Janković imala je velike posjede diljem Hrvatske, a vlastelinstvo Daruvar bilo sjedište obitelji. Odmah po dovršenju dvorca 1777. Daruvar je posjetio poznati putopisac Friedrich Wilhelm von Taube koji je zapisao da je dvorac najljepši u cijeloj kraljevini te da se ne bi trebao skrivati ni u Beču.

## Arhitektura
Dvorac je položen na padini brijega, terasasto uređenog, nekad raskošnog vrta. Ima tri krila na koja se s četvrte strane nadovezuju gospodarske zgrade. Tlocrtno je u obliku slova U, a organizacija prostora temelji se na uzdužnom hodniku uz koji se nižu prostorije. U glavom je krilu velika veža sa stupovima te dva monumentalna stubišta. Glavno je pročelje raščlanjeno trima rizalitima s bogatom dekoracijom. Na katu je velika dvorana i nekadašnji svečani saloni. Dvorac je natkriven velikim mansardnim krovištem.
Od 1868. do 1870. dvorac je dao obnoviti grof Julije Janković Daruvarski ne mijenjajući bitno njegov izvorni izgled. Na glavnom ulazu dodana je altana sa stupovima te su u unutrašnjosti pregrađene neke prostorije. Obnovu je vodio bečki arhitekt König, unutrašnje uređenje Julije Manstein, također iz Beča. Interijeri dvorca s kraja 19. stoljeća sačuvani su na starim fotografijama.
Dvorac je u vlasništvu Jankovića do 1878. kada ju grofovi prodaju Magdaleni Lechner, a ona potom Aloisu i Antonu Tüköryju. Vlastelinstvo Daruvar prodano je 1905. Hrvatskoj poljodjelskoj banci. Dvorac je 1920. kupila općina Daruvar koja je u njemu smjestila školu.
U i oko dvorca Janković održavaju se manifestacije poput svečanih otvaranja, likovnih kolonija i drugih koje su dio velikog festivala vina kontinentalne Hrvatske Vinodara.

## Vanjske poveznice
|  | Zajednički poslužitelj ima još gradiva o temi Dvorac Janković u Daruvaru |